# Фонотипічна абетка

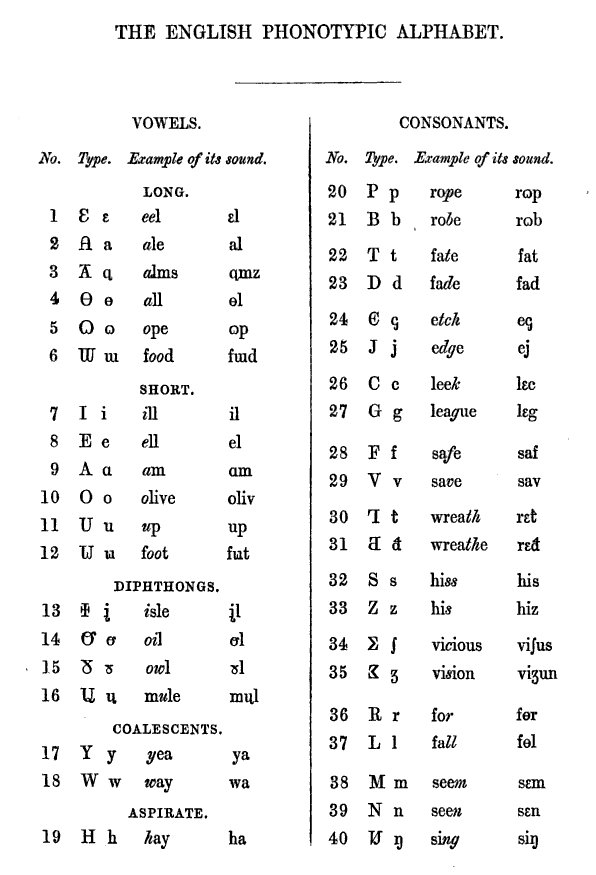
Перелік літер фонотипічної абетки

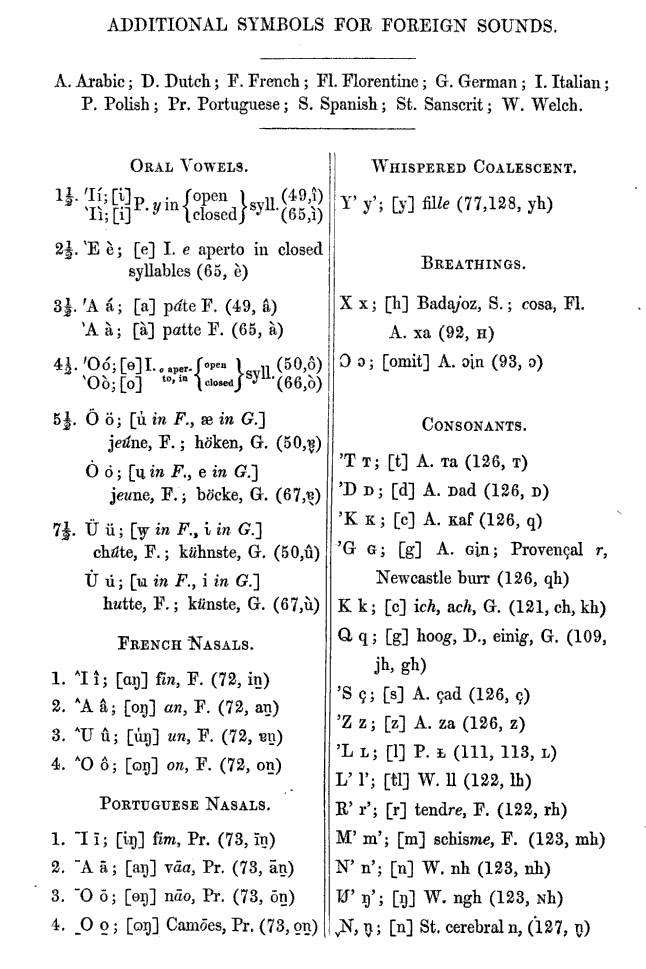
Додаткові символи для інших мов, окрім англійської — 1845.

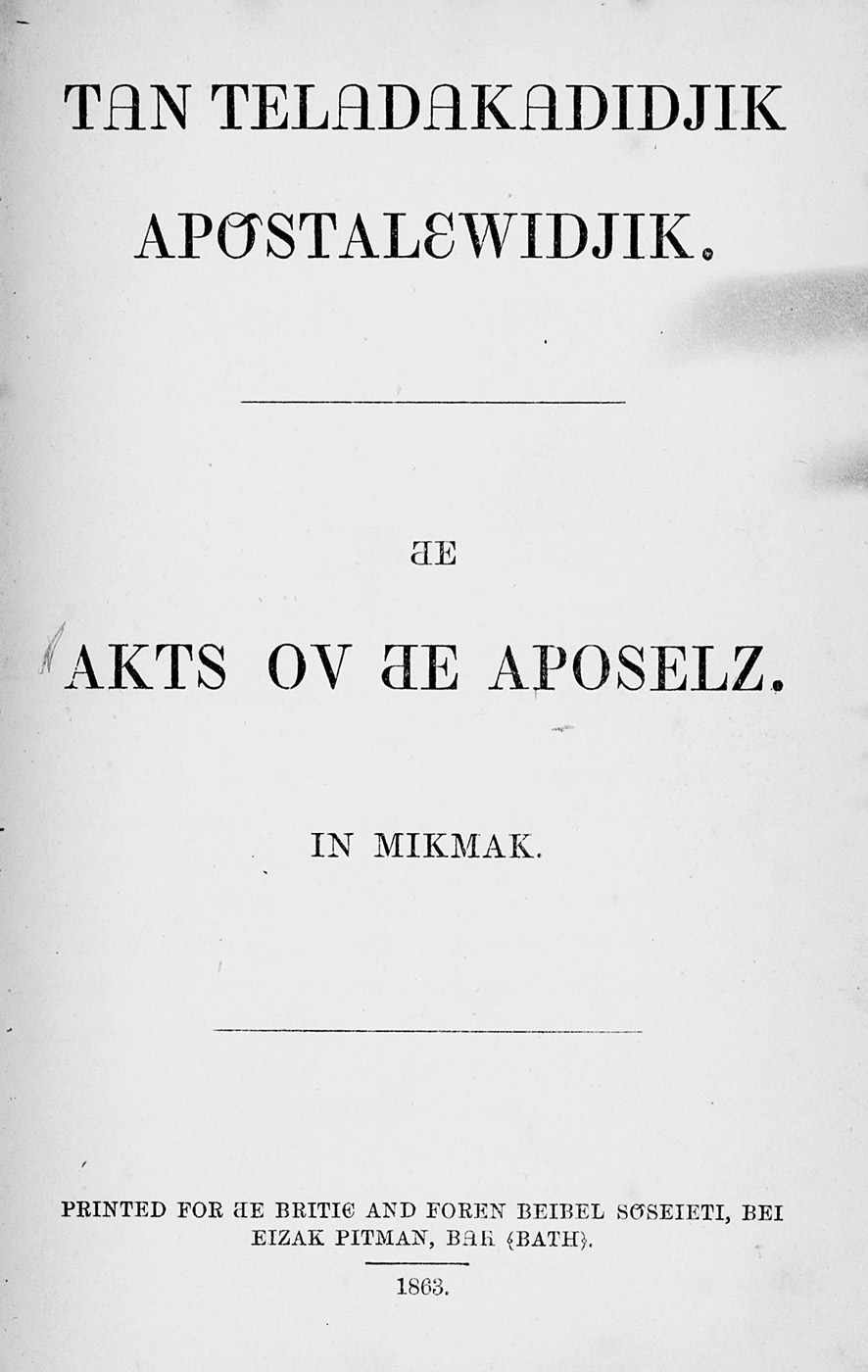
Паралельний переклад Біблії — мова мікмак та англійська, записана фонотипичною абеткою

Фонотипічна абетка — фонетична абетка, створена Айзеком Пітманом і Олександром Джоном Еллісом для того, щоб передавати англійську вимову.

## Історія
Оригінальна версія була створена в 1845 році. Незабаром абетка була адаптована також для санскриту, німецької, італійської, арабської, іспанської, французької, голландської, польської, португальської, тосканської і валлійської мов.
Експерименти подібного роду проводилися неодноразово, наприклад Вільямом Буллокаром в 1580-му або Джоном Р. Мелоуном в 1957 році. Фонотипічна абетка Пітмана виділяється з ряду цих спроб з кількох причин:
- Вона активно просувалася протягом 40 років, з 1847 по 1888 рік.
- Вона була використана в одному з найперших систематичних фонетичних словників англійської мови в 1855 році[5].
- Алфавіт використовувався, окрім фонетичного словника, у багатьох друкованих виданнях, кількість набраних ним сторінок оцінюється тисячами.
- Він також зіграв важливу роль в історії Міжнародного фонетичного алфавіту.